# Terminologia para cores
Termos para Cores Básicas: Sua Universalidade e Evolução . O trabalho de Brent Berlin e Paul Kay propôs que os termos para as Cores Básicas numa cultura, tais como preto, marrom ou vermelho são previsíveis em função da quantidade de palavras para cores que existem em cada cultura. Todas culturas têm palavras para preto/escuro e branco/claro. Se uma cultura tem três termos, o 3º é para vermelho, se tiver quatro, o 4º será amarelo ou verde. 
Berlin e Kay consideram sete níveis para classificar as culturas. As línguas do estágio 1 (menos sofisticadas) apresentam termos somente para preto (escuro-frio) e para branco (claro/quente). Línguas no estágio 7 (maior sofisticação cultural) têm oito ou mais termos para cores. Os autores ainda teorizaram que quando as línguas evoluem, elas vão adquirindo mais termos para definir mais cores. Isso numa sequência cronológica (quase) estrita; quando uma nova cor surge numa língua, todas as cores mais “universais” de estágios anteriores já têm seus próprios termos. 
sequência seria a seguinte:
Estágio I: Escuro-Frio e Claro-Quente (isso cobre toda uma larga faixa de cores não Preto nem Branco)
Estágio II: Vermelho (cor impactante)
Estágio III: Verde ou Amarelo (cores mais presentes na natureza)
Estágio IV: Verde e Amarelo
Estágio V: Azul (Água e Céu; há línguas que usam uma mesma palavra para designar azul e/ou verde)
Estágio VI: Marrom (bem presente na natureza)
Estágio VII: Violeta, Rosa, Laranja ou Cinza.
Esse trabalho influenciou muitos especialistas. Porém, as exigências quanto á real sequência do surgimento dos termos foi se tornando bem mais elásticas, sujeita a variações, tanto por Berlin e Kay em publicações posteriores, como por outros críticos. Barbara Saunders questionou as metodologias para coleta de dados e também algumas suposições culturais que sustentaram a pesquisa. Houve também comentários da parte de Stephen C. Levinson.
Recentemente, um modelo computacional simples questionou sobre ‘ como uma análise puramente cultural com um leve viés específico não-línguístico poderia ter explicado as regularidades observadas '.